# Podbuż
Podbuż (ukr. Підбуж) – osiedle typu miejskiego w rejonie drohobyckim obwodu lwowskiego. W II Rzeczypospolitej miejscowość była siedzibą gminy wiejskiej Podbuż w powiecie drohobyckim w województwie lwowskim.
W 1941 Ukraińska Policja Pomocnicza wywiozła wszystkich miejscowych Żydów do getta. W latach 1943 nacjonaliści ukraińscy z OUN-UPA zamordowali tutaj 7 Polaków.
W Podbużu urodził się Józef Dietl – polski lekarz, polityk, profesor i rektor Uniwersytetu Jagiellońskiego, prezydent Krakowa w latach 1866–1874.

## Zabytki
- Cerkiew pod wezwaniem Soboru św. Jana Chrzciciela z 1828 (w jurysdykcji Ukraińskiej Cerkwi Prawosławnej Patriarchatu Kijowskiego)[3]
- Drewniana cerkiew Przemienienia Pańskiego z 1872[4]
- Zespół budynków sądu grodzkiego zamieniony obecnie na magazyny domu starców
- Stary cmentarz polski usytuowany na miejscowym wzgórzu ze zrujnowaną kaplicą grobową

## Sprawiedliwi wśród Narodów Świata(Polacy ratujący Żydów w Podbużu)
- Maria Kordasiewicz i jej córka Helena - ukrywały 6-osobową rodzinę Adolfa Szwinda, tytuł Sprawiedliwych przyznano im w 1989 roku[5]
- rodzina Lechkich: Szczepan i Katarzyna oraz ich dzieci Ignacy, Anna, Maria (po mężu Piotrowska), Ludwika (po mężu Mazek), Stefania (po mężu Zaborowska) - ukrywali Annę i Janasa Zuckerbergów, ich córkę Zofię oraz Sabinę Tepper. Uznani za Sprawiedliwych w 2015 roku[6]
- Tadeusz Słowik - ukrywał Jakuba Bauera, Charlottę Katz i Ryszarda Sochaczewskiego, tytuł Sprawiedliwego przyznano mu w 1986 roku[7]